# Le Birdwatcher
Pour plus de détails, voir Fiche technique et Distribution.
Le Birdwatcher est un film français réalisé par Gabriel Auer, sorti en 2000.

## Synopsis
Octobre 1975, Charles Williamsen, ornithologue, arrive à Biarritz. Il tombe amoureux de Miranda Fernandez, fille d'un haut dignitaire du régime franquiste.

## Fiche technique
- Titre : Le Birdwatcher
- Réalisation : Gabriel Auer
- Scénario : Gabriel Auer
- Musique : Olivier Bernard
- Photographie : Julio Ribeyro
- Montage : Christine Marier
- Production : António da Cunha Telles
- Société de production : 13 Productions, Forum Films, La Vie Est Belle Films Associés et Produções Cunha Telles
- Pays :  France et  Portugal
- Genre : comédie dramatique, thriller
- Durée : 84 minutes
- Dates de sortie : 
  -  France : 20 décembre 2000

## Distribution
- Thom Hoffman : Charles Williamsen
- Inês de Medeiros : Miranda Fernandez
- Catherine de Seynes : Beth Glassborough
- Javier Cruz : Ricardo Alcala
- Diane Bellego : Helena Borda
- Hans Meyer : Mitch Glassborough
- Carlos Andreu : Gutierrez
- Diego Asensio : Angel
- Pierre Laur : L'armurier
- Nancy Bragard : Peggy Williamsen (voix)
- Emilio Sánchez-Ortiz : Rafael Fernandez
- Thomas Mielecki : Ramon Socoa (enfant)

## Accueil
Thomas Sotinel déplore des « faux raccords ». Louis Guichard pour Télérama évoque un « scénario [qui] mêle plaisamment un jeu de pistes politico-criminel, une quête identitaire et une intrigue amoureuse » mais une réalisation « trop timide ».